# François de La Laurencie
Pour les autres membres de la famille, voir Famille de La Laurencie.
François de La Laurencie dit le Commandeur de La Laurencie, né le 15 août 1735 au château de Villeneuve-la-Comtesse, en Aunis et tué le 16 juillet 1795 pendant l'expédition de Quiberon, est un officier de la Marine française du XVIIIe siècle. Chef d'escadre dans la Marine royale, il est célèbre pour le rôle qu'il joue pendant l'Expédition menée par les forces royalistes sur la presqu'île de Quiberon, au cours de laquelle il trouve la mort.

## Biographie

### Origines et famille
François de La Laurencie est issu de la famille de La Laurencie, une ancienne maison noble d'extraction chevaleresque, établie en Angoumois, Poitou et Saintonge. Elle est originaire de la Laurencie, près de Rochechouart.
Il est le fils de Charles Henri de La Laurencie (1686-1772) et de sa femme (et cousine) Marie Anne de La Laurencie de Charras par contrat de mariage daté du 24 février 1728 à Neuvicq-le-Château, en Charente-Maritime. De cette union naissent :
- Bertrand Henri de La Laurencie, dit le « Comte de La Laurencie » (30 novembre 1731-1784)  ;
- François de La Laurencie (1735-1795) ;
- Jean Henri de La Laurencie (22 octobre 1736-1818) ;
- François de La Laurencie dit l'Abbé de La Laurencie (5 mars 1738-?) ;
- Charles-Eutrope de La Laurencie (1740-1816) évêque de Nantes ;
- et deux filles.

### Ordre de Saint-Jean de Jérusalem
Jeune, comme de nombreux fils cadets de famille nobles, il est présenté de minorité dans l'ordre de Saint-Jean de Jérusalem à l'âge de 12 ans comme page du grand maître et il est reçu chevalier de Malte en 1776,.
Commandeur de l'ordre de Saint-Jean de Jérusalem.

### Carrière dans la Marine royale
Il entre dans la Marine royale. Il est promu enseigne des vaisseaux du Roi. Le 13 mars 1779, le chevalier de La Laurencie, lieutenant de vaisseau, commandant la frégate la Tourterelle reçoit un brevet de capitaine de vaisseau à prendre rang à la première promotion, au début de la guerre d'indépendance des États-Unis. Le 18 avril, il mouille en rade de Brest avec quatre navires marchands. De mai à octobre 1781, il fait partie de la flotte française qui croise dans la Manche sous les ordres du comte de Guichen. Il commande à cette occasion le vaisseau de ligne Le Guerrier, de 74 canons.
Fidèle à ses convictions royalistes, il est placé en non-activité (1788-1790) et il émigre à la Révolution. Il s'engage au sein de l'Armée des émigrés. Il est inscrit, en décembre 1791, à la Compagnie des gentilshommes de Saintonge, Angoumois et Aunis. Arrivé à Munster-Maienfeld, il passe le 1er février 1792 dans la 2e compagnie d'infanterie puis, le 8 mai 1792, à la compagnie de cavalerie en cours de formation. Il y fait la campagne de 1792.
À l'été 1795, il est, lors de l'Expédition de Quiberon, incorporé au sein du « régiment d'Hector », en compagnie de plusieurs officiers de marine, et notamment le comte de Soulanges.
Les deux jambes emportées par un boulet, le commandeur de La Laurencie continue à encourager ses hommes et meurt héroïquement sur le champ de bataille :

« Sur soixante-douze officiers, le régiment de la Marine royale en eut cinquante trois tant tués que blessés. Le comte de Soulange fut blessé grièvement. Un boulet emporta les deux cuisses au commandeur de la Laurencie, qui, du terrein où il fut renversé exhortait encore ses soldats à faire leur devoir. Ce brave vieillard mourut comme il avait vécu, en loyal chevalier. Un autre officier de marine, Froger de Léguille, fut tué en soutenant la retraite. »

« Le commandeur de La Laurencie, chef d'escadre, commandant en second dans le corps de la Marine, ayant eu les deux jambes emportées d'un coup de canon, mourut au milieu d'une amputation douloureuse. Quand il tomba sur le sable de la falaise, le seul cri qu'il fit entendre fut celui de vive le Roi! Il encouragea ses soldats qui l'entouraient à faire leur devoir, distribua parmi eux une partie de l'or qu'il avait sur lui, et, à sa prière le reste fut remis ensuite à son frère Mgr l’évêque de Nantes. »

### Sources et bibliographie
- Alphonse de Beauchamp, Histoire de la guerre de la vendée, ou, Tableau des guerres civiles de l'ouest, depuis 1792 jusqu'en 1815, 3: comprenant l'histoire secrète du parti royaliste jusqu'au rétablissement des Bourbons, Louis-Gabriel Michaud, 1820 (lire en ligne), p. 492
- Charles de Lacretelle, Histoire de la Convention nationale, vol. 1, 1825, 1504 p. (lire en ligne), p. 333
- Louis de La Roque, Catalogue des Chevaliers de Malte appelés successivement Chevaliers de l'Ordre Militaire et Hospitalier de Saint-Jean de Jérusalem, de Rhodes et de Malte, 1099-1890, 1891
- Emmanuel de Rohan, Liste de messieurs les Chevaliers,Chapelains conventuels, et Servants d'armes des trois vénérables langues de Provence, Auvergne et de France, 1783
- de Saint-Allais, L'ordre de Malte, ses grands maîtres et ses chevaliers, 1839
- Louis-Gabriel de Villeneuve-Laroche-Bernaud, Mémoires sur l'expédition de Quiberon, précédés d'une notice sur l'émigration de 1791, et sur les trois campagnes des années 1792, 1793,1794, Paris, C.J. Trouvé, 1824, 414 p. (lire en ligne), p. 166
- Jean Pinasseau, L'émigration militaire : campagne de 1792 : Armée des princes : compagnies de Saintonge, Angoumois et Aunis, A. et J. Picard, 1971, 95 p. (lire en ligne), p. 57